# Битка код Газале
Битка код Газале (26. маја – 21. јуна 1942) била је део рата у пустињи на Северноафричком фронту у Другом светском рату.
Немачка операција Венеција (нем. Unternehmen Venezia) почела је 26. маја: Британци су заварани лажним нападом на северу фронта код Газале, а Афрички корпус и италијански тенкови (дивизија Ариете) кренули на југ, заобилазећи британску одбрамбену линију, али су задржани код Бир Хакејма, од Слободних Француза.  Ромел се повукао у "Котао", положај ослоњен на британска минска поља, утврдивши се усред британске одбрамбене линије.  Противнапад Осме армије био је слабо координисан: британске оклопне јединице нападале су појединачно, што је омогућило Ромелу да их потуче једну по једну.
Ромел је напао британску утврђену линију код Газале, а затим уништио британске оклопне снаге које су покушале да изведу противнапад. Британски губици у тенковима били су тако велики да се Осма армија повукла у Египат, а британска тврђава Тобрук се предала: снаге Осовине узеле су 30.000 заробљеника.
Била је то највећа Ромелова победа, али је била знатно олакшана пресретањем британских радио порука од стране немачке обавештајне службе, које је потрајало све до 22. јуна 1942, када су шифре коначно замењене.

## Позадина

### Операција Крсташ
Осма армија (генерал Алан Канингем) спровела је операцију Крсташ (18. новембар – 30. децембар), да ослободи Тобрук и заузме источну Киренајку. Осма армија је планирала да уништи оклопне снаге Осовине пре пешадијског напада, али је потиснута више пута, што је кулминирало поразом 7. оклопне дивизије од Афричког корпуса код Сиди Резега. Ромел је наредио оклопним дивизијама да ослободе положаје Осовине на граници са Египтом, али није успео да пронађе главнину савезничке пешадије, која је мимоишла утврђења и ишла на Тобрук. Ромел је повукао своје оклопне јединице са границе према Тобруку и постигао више тактичких победа, што је навело Окинлека да замени Канингема генералом Нилом Ричијем. (енг. Neil Ritchie). Снаге Осовине су се затим повукле западно од Тобрука од утврђене линије код Газале, а затим назад до Ел Агајле; посаде Осовине у Бардији и Солуму су се предале. Британци су изгубили 17.700 људи, у поређењу са 37.400 на страни осовине, од којих су многу заробљени код Халфаје и Бардије. Тобрук је ослобођен, Киренајка поново освојена и заузети аеродроми за обезбеђење конвоја за снабдевање Малте.

### Немачка операција Тезеј
Напредовање Осме армије 800 km до Ел Агајле пребацило је терет предугачке линије снабдевања на Британце. У јануару 1942. Британци су повукли снаге са фронта како би олакшали снабдевање, припремајући се за Операцију Акробат, план из 1941. за освајање Триполитаније. (Вишијеве власти у Тунису биле су притиснуте да пусте британске, а затим англо-америчке трупе након децембра 1941, у Француску Северну Африку са могућношћу инвазије Сицилије.) Британци су преценили губитке Осовине током Операције Крсташ и претпоставили имају посла са само 35.000 противничких трупа, уместо стварних 80.000, и потценили су брзину појачања Осовине из Европе. Осма армија очекивала је да ће бити спремна до фебруара, далеко пре напада Осовине. Нова британска 1. оклопна дивизија држала је крај око Ел Агајле и од 28-29. децембра нападнута је код Аџдабије и изгубила око 61 од 90 тенкова, у поређењу са само 7 немачких.
Немачка Афричка оклопна армија започела је Операцију Тезеј 21. јануара и победила британску 2. оклопну бригаду по деловима. До 23. јануара бригада је спала са 150 на 75 тенкова, док су Немци изгубили 29 од 100 тенкова; Бенгази је пао 28. јануара, а Тимими 3. фебруара. До 6. фебруара Британци су потиснути до утврђене линије код Газале, неколико миља западно од Тобрука, одакле се немачка Оклопна армија повукла 7 недеља раније. Британци су од 21. јануара изгубили 1.309 људи, 42 уништена и 30 остављених тенкова и 40 пољских топова. Генерал Алфред Годвин-Остин (13. корпус) поднео је оставку због несугласица са заповедником Осме армије Нилом Ричијем.

## Битка

### Британски планови
До фебруара фронт је био на утврђеној линији код Газале, недалеко на запад од Тобрука, и током пролећа обе стране су се припремале за нову битку. Британци су планирали Операцију Сачма за јун како би уништили немачку Оклопну армију и повратили Киренајку, али почетком маја предност је дата утврђивању границе Египта, пошто се напад Осовине очекивао.

### Немачка обавештајна служба
Од почетка 1941, пуковник Бонер Фелерс, амерички официр за везу, слободно је обилазио Египат и Осму армију. Фелерс је сваке ноћи преносио своје утиске у Вашингтон, користећи шифру коју су стручњаци Осовине провалили, што је обезбедило Ромелу детаље о британском плану одбране.

### Операција Венеција
Дана 26. маја у 14:00 италијански 10. и 21. корпус напали су средину британске утврђене линије код Газале, док су оклопне јединице остале у резерви, како би створиле утисак да се ради о главном удару. Када је пао мрак, оклопне јединице Осовине скренуле су на југ, и у зору 27. маја Ромел је повео Афрички корпус, 90. лаку дивизију и италијански 20. моторизовани корпус да заобиђу јужни крај британске утврђене линије. Дивизију Аријете (из 20. моторизованог корпуса) задржла је око сат времена 3. индијска моторизована бригада (из 7. оклопне дивизије), укопана око 6 км југоисточно од Бир Хакејма, која је потом прегажена са губитком од 440 убијених и рањених и око 1.000 заробљеника, укључујући адмирала Сер Валтера Кована и већину своје опреме. Италијани су изгубили 23 тенка, од којих су неки поправљени на терену, 30 убијених и 50 рањених. 21. Панцер дивизија напредовала је даље на југу.
На истоку, 15. Панцер дивизија је напала 4. оклопну бригаду (из 7. оклопне дивизије), која је била послата на југ да подржи 3. индијску и 7. моторизовану бригаду. У узајамно скупој борби, Немци су били изненађени дометом и снагом 75-милиметарских топова на новим тенковима М3 Грант.  4. оклопна бригада се потом повукла према Ел Адему и провела ноћ у близини базе снабдевања Белхамед, источно од Ел Адема.  До касно ујутро, оклопне јединице Осовине су напредовале више од 40 km на север, али до поднева их је зауставила 1. оклопна дивизија у више борби са обостраним губицима. 

На крајњем десном крилу напада Осовине, 90. лака дивизија је код Ретме напала 7. моторизовану бригаду и присилила је да се повуче на исток ка Бир ел Губију.  Наставивши напредовање према Ел Адему пре поднева, оклопни аутомобили 90. лаке су набасали на истурени штаб 7. оклопне дивизије у близини Бир Беуида, распршивши га и заробивши већи број официра, укључујући и команданта Френка Месервија, који се претварао да је посилни и побегао.  Ова случајност оставила је дивизију без ефективне команде у наредна два дана.  Према плану, 90. лака дивизија досегла је подручје Ел Адема до средине јутра и заузела низ база за снабдевање. Сутрадан је 4. оклопна бригада послата у Ел Адем, и 90. лака дивизија је потиснута ка југозападу. 
Борба тенкова је трајала три дана; одбијен од Бир Хакејма, Ромел је Афрички корпус поставио у одбрамбену позицију, заклањајући се са западне стране пространим британским минским пољима. Британски тенкови су нападали положај неколико пута са севера и истока и дочекани су прецизном ватром. Ситуација снабдевања Осовине постала је очајна; бранећи немачку одступницу, дивизија Аријете одбила је нападе британских оклопних бригада 29. маја и током прве седмице јуна. 

### Бир Хакејм
Утврђење Бир Хакеим бранила је 1. бригада Слободних Француза под командом Пјера Кенига. Дана 27. маја, један италијански тенковски батаљон дивизије "Ариете" (који није био ангажован на уништењу положаја 3. индијске бригаде и наставио је да напредује сам у пуној брзини), налетео је на француске положаје и напао без оклевања, претрпевши тешке губитке од француских 75-мм топова и мина.  У ноћи 1. јуна, 90. лака дивизија и дивизија Трст упућене су на југ како би обновиле напад на Бир Хакеим, где се борба наставила још десет дана. 
Наши напади су више пута заустављени на одличним француским утврђењима. Током првих десет дана напада на Французе, Британци су остали невероватно мирни. Само је дивизија "Ариете" нападнута 2. јуна, али се тврдоглаво бранила. После контра-напада 21. Панзер дивизије ситуација је поново постала тиха.— генералмајор Алфред Топе
Ојачане са још једном оклопном групом, снаге Осовине је поново напале Бир Хакејм 9. јуна и прегазиле одбрану до следећег дана.  Ричи је наредио преосталим трупама да се евакуишу најбоље што могу, под окриљем ноћи.  Под паљбом током ноћи, многи Французи су могли пронаћи рупе у линији кроз које се се повукли. Преживели су потом прешли око 8 km на запад, до састанка са превозом из 7. моторне бригаде.  Око 2.700 трупа (од тога 200 рањених) од првобитног гарнизона од 3.600 је побегло, а око 500 француских трупа, од којих многи рањени, ухваћени су када је 90. лака дивизија заузела положај 11. јуна.

### Котао
Ујутро 29. маја, возила снабдевања дивизија "Трст" и "Ариете" прошла су кроз минско поље северно од Бир Хакеима и стигла до Афричког корпуса. Дана 30. маја, Ромел је повукао Афрички корпус натраг на запад на ивицу минских поља, стварајући одбрамбени положај. Веза је успостављена са елементима италијанског 10. корпуса, који су очистили две стазе кроз минска поља са запада.  У том процесу, утврђење Сиди Муфтах је прегажено и уништена је 150. пешадијска бригада,
Током поподнева [30. маја] ја сам лично упознат са могућностима напада на утврђење Сиди Муфтах и упутио сам јединице Афричког корпуса, 90. лаке дивизије и италијанске дивизије Трст у напад на британске положаје следећег јутра. Напад је покренут ујутру 31. маја. Немачко-италијанске јединице су се бориле метар по метар против најтежег британског отпора који се може замислити [...] Ипак, до увече пробили смо се дубоко у британске положаје. Сутрадан су браниоци добили своје. Након тешких напада Штука, пешадија је опет напала на британске положаје. [...] Део по део, утврђени британски положаји су освајани све до раног поподнева, када је цела позиција била наша. Задњи британски отпор је угашен. Узели смо 3.000 заробљеника и уништили или заробили 100 тенкова и оклопних аутомобила, као и 124 топа свих врста.
— Ромел

### Операција Абердин
Окинлек је, с обзиром на погрешне извештаје о губицима немачких тенкова, снажно подстицао Ричија да изврши противнапад дуж обале, искористи одсуство немачких тенкова и провали до Тимимија, а затим и Мехилија. Ричи је више бринуо за Тобрук, послао је појачања у утврђење Ел Адем и створио нове одбрамбене положаје насупрот празнинама у минском пољу.  Ричи је 5. јуна наредио противнапад Осме армије на Афрички корпус ( Операција Абердин), али су их срели тачном ватром из тенкова и противтенковских топова постављених у "котао". На северу, 13. корпус није направио никакав напредак, али напад 7. оклопне и 5. индијске дивизије на источном боку "котла" у 02:50, у почетку је добро прошао. Важан елеменат плана био је уништавање противтенковских топова Осовине артиљеријским бомбардовањем, али због грешке у процени њиховог положаја, бомбардовање је пало далеко на исток . Када је 22. оклопна бригада напала, заустављена је масовном противтенковском ватром.  32. оклопна бригада која напредује са сјевера, придружила се нападу у зору, али је налетела на масовну ватру, изгубивши 50 од 70 тенкова. 
До раног поподнева 5. јуна, Ромел је поделио своје снаге, одлучивши да нападне на исток са Ариете и 21. Панцер дивизијом, док је послао елементе 15. Панзер дивизије северно према утврђењу Најтсбриџ.  Источни напад, према Бир ел Хатмату, распршио је тактичке штабове две британске дивизије, као и штабове 9. и 10. индијске пешадијске бригаде и других мањих јединица, што је узроковало распад британског командовања.  22. оклопна бригада, која је изгубила 60 од својих 156 тенкова, била је потиснута са бојног поља нападима 15. Панцер дивизије. Три индијска батаљона пешадије, извиђачки пук и четири артиљеријска пука нападачких снага остали су иза, и прегажени су без подршке од оклопних јединица. Ромел је задржао иницијативу, задржавајући своју снагу у котлу док се број британских тенкова смањивао. Неколико извидница је послато да тестирају различита британска упоришта, а од 6. до 8. јуна, на Бир Хакеим су покренути додатни напади и одбачени су од стране француског гарнизона. 7. моторизована бригада и 29. индијска пешадијска бригада наставили су да узнемиравају линије комуникације Осовине. 

### Црна Субота, 13. јун
Дана 11. јула, Ромел је послао 15. Панцер дивизију и 90. лаку дивизију према Ел Адему и до 12. јуна присилио је 201. гардијску бригаду да се повуче из утврђења Најтсбриџ до периферије Тобрука.  29. индијска пешадијска бригада одбила је напад на утврђење Ел Адем 12. јуна, али 2. и 4. оклопна бригада са њихове леве стране биле су потиснуте за 6 km (3,7 mi) од стране 15. Панцер дивизије и принуђене да напусте своје оштећене тенкове на бојном пољу. Дана 13. јуна, 21. Панцер дивизија напредовала је са запада да би се придружила бици, напавши 22. оклопну бригаду. Афрички корпус показао је надмоћ у тактици, комбинујући тенкове са противтенковским топовима док је био у офанзиви; Ромел је брзо поступао по информацијама добијеним од пресретнутих савезничких радио-порука.  До краја дана, британске оклопне снаге су смањене са 300 тенкова на око 70, а Афрички корпус је успоставио оклопну надмоћ и доминантне позиције, претећи да одсече јединице 13. корпуса од линије Газала .  До краја 13. јуна утврђење "Најтсбриџ" практично је било опкољено и напустила га је Гардијска бригада касније те ноћи.  Због ових пораза, 13. јун је постао познат као "црна субота" Осме армије. 

#### Гребен Ригел
Дана 13. јуна, 21. Панцер дивизија напала је гребен Ригел усред пешчане олује.  Немци су прегазили део 2. шкотске гарде у утврђењу Најтсбриџ на западном крају Ригела, док је 6. јужноафричка противтенковска батерија бранила гребен изнад њих. Јужноафрички топови су пуцали док им топови нису уништени, што је омогућило повлачење других савезничкх јединица.  Командант јужноафричке батерије је одлучио да остану и одржавају ватру против немачких тенкова, како би задржали Немце што је дуже могуће. Преостали топови су нишањени појединачно и испаљени на Панзере из непосредне близине. Немачки тенкови су заузели позиције иза гребена, а међу њима су постављени противтенковски топови. Колона Панцера напала је са леђа, окруживши их и пресекавши одступницу, али ЈА артиљерци су пуцали док свих осам топова није уништено. Око пола артиљераца убијено је и рањено, укључујући команданта батерије и многе официре. Последњим исправним топом гађали су поручник Ешли и везиста; када је батерија била ућуткана, непријатељски тенкови су се пажљиво приближили, и јужноафрички артиљерци су заробљени. (Цео наталски артиљеријски пук је ухваћен и поново је формиран тек након рата.)  Немци су заробили преко 3.000 савезничких војника. 

### Британско повлачење
Дана 14. јуна генерал Окинлек је наредио повлачење са Газала Линије; Осма армија спала је на само 70 употребљивих тенкова.
 До 17. јуна, преостала британска утврђења западно од Тобрука (код Ел Адема и Сиди Резега) су прегажена и генерал Ричи је наредио повлачење Осме армије до тврђаве Мерса Матрух (око 160 км источно од границе Либије и Египта), остављајући посаду у Тобруку да омета напредовање и снабдевање Осовине као у 1941. 

### Пад Тобрука
Генерал Вилијем Гот, заповедник 13. корпуса, поставио је генерала Хендрика Клопера, заповедника 2. јужноафричке дивизије, да брани Тобрук. Са две јужноафричке бригаде, биле су 22. гардијска бригада, 11. индијска пешадијска бригада, 32. тенковска бригада и 14. противавионска бригада. Тобрук је издржао 9 месеци опсаде 1941, али овог пута британска морнарица није могла да гарантује снабдевање посаде и Окинлек је сматрао да се Тобрук може напустити, али је очекивао да се може бранити 2 месеца.  21. јуна, под још нејасним околностима, 35.000 војника Осме армије предало се генералу Енеји Наваринију, заповеднику италијанског 21. корпуса.

## Последице

### Анализа
Заузимањем Тобрука, Осовина је добила луку ближе путу Егејско море-Крит и велику количину британских залиха. Ако Британци не би могли зауставити Немце у Египту, они би заузели Суецки канал (присиљавајући Британију да користи линије за снабдевање дупло дуже, често изложене подморницама) и потенцијално кренули ка нафтним пољима на Блиском истоку. Хитлер је наградио Ромела унапређењем у чин фелдмаршала, најмлађи немачки официр који је икада постигао овај чин.  Ромел је приметио да би волео да му је Хитлер у замену дао још једну оклопну дивизију. 
Черчил је написао,
Ово је био један од најтежих удараца које се могу сетити током рата. Не само да су његови војни ефекти били тешки, већ су утицали на репутацију британских војске.— Винстон Черчил
Генерал Кенет Андерсон (заповедник операције Бакља) је назвао битку код Газале катастрофалним поразом,
... што је резултирало великим губицима, падом Тобрука и повлачењем до Ел Аламејна. ... Битка је почела са Британцима јачим у смислу броја и квалитета опреме, нарочито у Грант тенковима, од њихових противника. ... Немачка Висока команда, међутим, показала је супериорно командовање у целини.
Окинлек је 25. јуна отпустио Ричија и преузео команду Осме армије до краја Прве битке код Ел Аламејна, где је зауставио Ромелову офанзиву.  У августу, Окинлек је замењен на челу Осме армије командантом 13. корпуса, генералом Вилијемом Готом, а као главни командант средњег запада-од стране генерала Сер Харолда Александера. Гот је убијен када је његов авион срушен и генерал-потпуковник Бернард Монтгомери именован је за његову замену. 

Године 2017, Џејмс Холанд је написао:
Као што је Ромел рекао заробљеном британском официру: "Каква је разлика ако имате два тенка на један мој, када их разбацате и пустите да их разбијем један по један?" Та једна реченица заиста је обухватила срж проблема и неуспех Окинлековог приступа. Искрено, он и његови виши команданти требало је да знају боље до сада. 

### Губици

#### Савезнички
Осма војска је изгубила 50.000 убијених, рањених или заробљених људи, укључујући око 35.000 заробљених у Тобруку 
Осма армија је изгубила на хиљаде тона залиха, скоро 800.000 граната, готово 13 милиона метака и огроман број тенкова. Стотине оштећених тенкова остављено је за собом када су се оклопне бригаде повукле и процењено је да је за 17 дана изгубљено 1.188 тенкова. Дана 22. јуна, британске Ваздухопловне Снаге Пустиње имале су 463 оперативна авиона, 420 на Блиском истоку, Немци 183 и Италијани 238, са још 174 у резерви и 500 на Медитерану, искључујући Италију.  Британска позадинска служба повратила је 581 тенкова до 19. јуна, поправила 278 и послала 222 у Египат (326 су били тенкови из САД). Британци су спали на око 185 оперативних тенкова до краја битке, а подела оперативних тенкова и посада између јединица пореметила је организацију јединица. Изгубили су седам пукова пољске артиљерије, 6.000 камиона и две радионице за ремонт танкова (које су премештене у Тобрук). До 1. јула, Осма војска се вратила у Ел Аламејн, са 137 спремних тенкова, 42 на путу из радионица и 902 тенка на чекању да буду поправљени. 

#### Губици Осовине
Жртве Осовине биле су 3.360 Немаца и мањи број Италијана.  Афрички корпус је 30. јуна објавили да су губици тенкова били око 400 и да су само 44-55 немачкиих тенкова били оперативни, италијански 20. корпус је спао на петнаест тенкова, а 90. лака дивизија је спала на само 1.679 људи. 

### Немачка операција Аида
Афричка оклопна армија напредовала је у Египат након битке код Газале, прогонећи Осму армију, која је заузела одбрамбени положај код Мерса Матруха. Брзина напредовања немачке оклопне армије омогућила јој је да престигне британски 13. и 10. корпус, али су снаге Осовине биле преслабе да спрече Британце да побегну. 13. корпус повукао се увече 27. јуна, али лоша комуникација оставила 10. корпус сам у тврђави Мерса Мартух. 10. корпус пробио се следећег јутра, али је оставио за собом 6.000 људи и велики део опреме и залиха. Осма армија наставила је да се повлачи на исток, сукобљавајући се успут са снагама Осовине више пута. Покушај регруписања код Фуке је напуштен и Окинлек је наредио повлачење 160 km све до Ел Аламејна, 100 km западно од Александрије. Повлачење је довело Осму армију близу њене базе, што је учинило снабдевање друмом много ефикаснијим, а географска непроходност депресије Катара, 64 km на југ отежала је обилазне маневре Осовине. До 25. јуна, Афрички корпус спао је на 60 тенкова, а италијански 20 корпус имао је само 14 исправних тенкова. Користећи залихе заробљене у Тобруку, на граници и у Мерса Матруху, Оклопна армија је досегла Ел Аламејн 30. јуна. Снабдевање снага Осовине тако далеко на исток од Газале постало је много теже, пошто је већина њихових залиха и даље долазила из Триполија, удаљеног 1.400 миља.

### Чланци
- Jenner, C. J. (01. 04. 2008). „Turning the Hinge of Fate: Good Source and the UK–U.S. Intelligence Alliance, 1940–1942”. Diplomatic History. II (32): 165—205. ISSN 0145-2096. Приступљено 02. 04. 2018.